# 1919 no desporto

## Eventos

### Automobilismo
- 31 de maio - Howdy Wilcox é o vencedor das 500 Milhas de Indianápolis.

### Handeboll
- Karl Schelenz, professor de educação física alemão cria as regras do Handebol.

### Futebol
- abril - Fundação do Palestra Itália de São Carlos em São Carlos.
- 28 de agosto - fundado o Clube Esportivo Bento Gonçalves.
- 23 de setembro - fundado o Clube de Futebol "os Belenenses".

## Nascimentos
| Data           | Nome                 | Profissão                                                      | Nacionalidade  | Observações | Ref   |
| -------------- | -------------------- | -------------------------------------------------------------- | -------------- | ----------- | ----- |
| 7 de fevereiro | Ilse Pausin          | patinadora artística                                           | Áustria        | m. 1999     | [ 1 ] |
| 6 de maio      | Alejandro Finisterre | escritor, editor e inventor do jogo de matraquilhos ou pebolim | Espanha        | m. 2007     | [ 2 ] |
| 2 de abril     | Delfo Cabrera        | atleta, maronatonista                                          | Argentina      | m. 1981     | [ 3 ] |
| 12 de junho    | Oberdan Cattani      | futebolista                                                    | Brasil         | m. 2014     | [ 4 ] |
| 5 de agosto    | Freddie Tomlins      | patinador artístico                                            | Reino Unido    | m. 1943     | [ 5 ] |
| 6 de agosto    | Pauline Betz         | tenista                                                        | Estados Unidos | m. 2011     | [ 6 ] |
| 29 de setembro | Masao Takemoto       | ginasta                                                        | Japão          | m. 2007     | [ 7 ] |

## Mortes
| Data           | Nome                | Profissão                               | Nacionalidade                     | Observações | Ref    |
| -------------- | ------------------- | --------------------------------------- | --------------------------------- | ----------- | ------ |
| 22 de março    | Michel Théato       | atleta                                  | Luxemburgo                        | n. 1878     | [ 8 ]  |
| 21 de agosto   | Lawrence Doherty    | tenista                                 | Reino Unido                       | n. 1875     | [ 9 ]  |
| 22 de dezembro | Hermann Weingärtner | atleta de ginástica artística masculina | Alemanha · Confederação Germânica | n. 1864     | [ 10 ] |